# Dicranomyia lutzi
Dicranomyia lutzi är en tvåvingeart som först beskrevs av Alexander 1912.  Dicranomyia lutzi ingår i släktet Dicranomyia och familjen småharkrankar.
Artens utbredningsområde är Guyana. Inga underarter finns listade i Catalogue of Life.